# Stazione di Dosim
La stazione di Dosim (도심역 - 陶深驛, Dosim-yeok) è una fermata ferroviaria situata nella città di Namyangju, nella regione del Gyeonggi-do, facente parte dell'area metropolitana di Seul. La stazione è servita dalla linea Gyeongui-Jungang del servizio ferroviario metropolitano di Seul, e gestita dalla Korail.

## Linee
Korail
■ Linea Gyeongui-Jungang (Codice: K127)

## Struttura
La stazione è realizzata su viadotto, con un fabbricato viaggiatori a ponte sopra i quattro binari, affiancati da due marciapiedi a isola. Sono presenti scale mobili e ascensori.
| 1 | ■ Linea Gyeongui-Jungang | per Paldang, Yangpyeong e Yongmun                                  |
| 2 | ■ Linea Gyeongui-Jungang | per Cheongnyangni, Wangsimni, Yongsan, Digital Media City e Munsan |

## Stazioni adiacenti
| «             | Servizio      | »             |
| Linea Jungang | Linea Jungang | Linea Jungang |
| ------------- | ------------- | ------------- |
| Deokso        | Locale        | Paldang       |
| Donong←       | Espresso      | ← Yangsu      |